# ADB-FUBIATA
ADB-FUBIATA是一种含氮有机氟化合物，分子式C
23H
26FN
3O
2，能作为大麻素受体的激动剂，其对CB1的EC50仅为635 nM，对CB2几乎无活性。